# Giải bóng đá hạng nhất quốc gia Bỉ 1896–97
Đây là thống kê của Giải bóng đá hạng nhất quốc gia Bỉ mùa giải 1896-97.

## Tổng quan
Giải có sự tham gia của 6 đội, và Racing Club de Bruxelles giành chức vô địch.

## Bảng xếp hạng
| Vị thứ | Đội bóng                               | St | T | H | B  | BT | BB | Đ  | HS  | Ghi chú                                        |
| ------ | -------------------------------------- | -- | - | - | -- | -- | -- | -- | --- | ---------------------------------------------- |
| 1      | Racing Club de Bruxelles               | 10 | 8 | 2 | 0  | 40 | 10 | 18 | +30 |                                                |
| 2      | F.C. Liégeois                          | 10 | 6 | 2 | 2  | 16 | 13 | 14 | +3  |                                                |
| 3      | Antwerp F.C.                           | 10 | 6 | 1 | 3  | 22 | 10 | 13 | -3  |                                                |
| 4      | Léopold Club de Bruxelles              | 10 | 4 | 0 | 6  | 9  | 28 | 8  | -19 |                                                |
| 5      | Athletic and Running Club de Bruxelles | 10 | 3 | 1 | 6  | 25 | 14 | 7  | +11 |                                                |
| 6      | Sporting Club de Bruxelles             | 10 | 0 | 0 | 10 | 2  | 39 | 0  | -37 | Bỏ giải giữa mùa, kết quả còn lại được thưởng. |